# Krippenmuseum (Dornbirn)

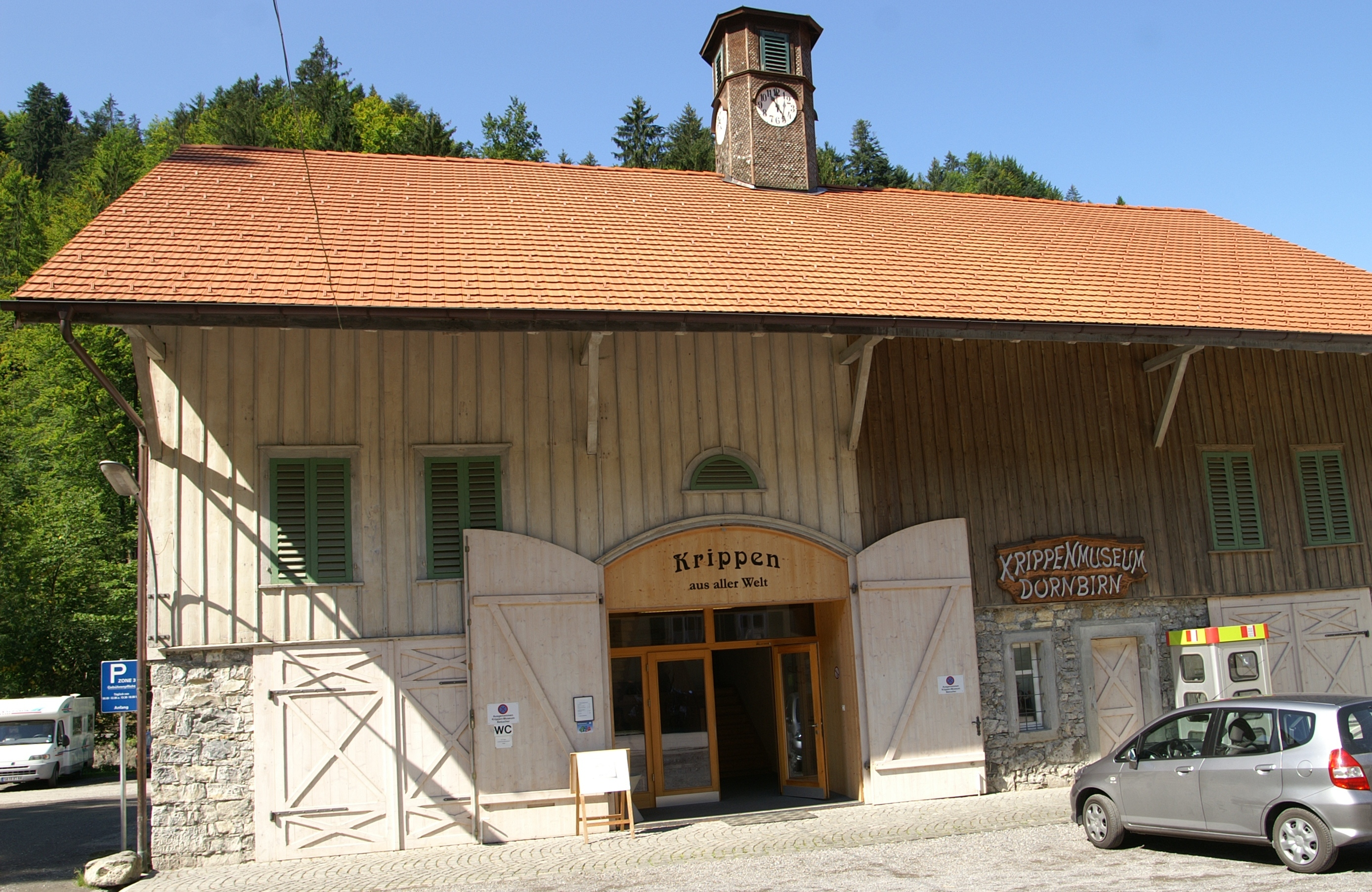
Krippenmuseum Haupteingang

Das Krippenmuseum Dornbirn befindet sich im „Glockenstadel“ im Gütle am Eingang der Rappenlochschlucht.
Es wurde im Jahre 2003 eröffnet. Die Sammlung umfasst über 150 Krippen aus 4 Kontinenten. Es wird jedoch immer nur ein Teil der Krippen (ungefähr 100 bis 120) ausgestellt – die Krippen werden jährlich ausgetauscht. Die Anzahl der Krippen wächst weiter. Träger ist der Krippenverein Dornbirn. Eine Spezialität sind die sogenannten „Spiegelkrippen“, bei denen durch geschickte Anordnung von Spiegeln ein wesentlich tieferer Eindruck als tatsächlich entsteht.